# Мысики (Тернопольская область)
Мысики (укр. Мисики) — село в Кременецкой городской общине Кременецкого района Тернопольской области Украины.
Код КОАТУУ — 6123483802. Население по переписи 2001 года составляло 183 человека.

## Географическое положение
Село Мысики примыкает к селу Крыжи, на расстоянии до 1 км расположены сёла Града и Гаи.